# Васлуј
Васлуј или Васлуи (рум. Vaslui) град је у Румунији, у источном делу земље, у историјској покрајини Молдавија. Васлуј је управно средиште округа Васлуј.
Васлуј према последњем попису из 2002. године има 70.267 становника.

## Географија
Град Васлуј налази се у средишњем делу Румунске Молдавије. Град је смештен у долини реке Бирлад, коју окружује брежуљкасто подручје, особено са покрајину Молдавију.

## Становништво
| 2011.  |
| ------ |
| 55.407 |

Матични Румуни чине огромну већину градског становништва Васлуја, а од мањина присутни су само Роми.

## Занимљивости
Васлуј је некада био познат као место са највишом концентрацијом јеврејског становништва на подручју Румуније, који су крајем 19. века чинили око 40% градског становништва.

## Партнерски градови
- Quarrata
- Сан Фернандо де Енарес
- Кахул